# Mo (serie televisiva)
Mo è una serie televisiva statunitense appartenente al genere della commedia drammatica.
La prima stagione è uscita il 24 agosto 2022 su Netflix. La serie ha come protagonista l'attore Mo Amer. La serie è liberamente ispirata alla vita di Amer, discendente di un rifugiato palestinese che vive a Houston. È stata co-creata da Ramy Youssef e vede la partecipazione anche di Farah Bsieso, Teresa Ruiz e Tobe Nwigwe.
Nel gennaio 2023, Netflix ha rinnovato la serie per una seconda e ultima stagione, uscita il 30 gennaio 2025. La seconda stagione di Mo ha ottenuto un "grande successo" secondo Mashable.

## Trama
Mo segue un discendente di un rifugiato palestinese che vive a Houston, in Texas, e che cerca asilo negli Stati Uniti.

## Episodi
| Stagione         | Episodi | Pubblicazione USA | Pubblicazione Italia |
| ---------------- | ------- | ----------------- | -------------------- |
| Prima stagione   | 8       | 2022              | 2022                 |
| Seconda stagione | 8       | 2025              | 2025                 |

## Accoglienza
La prima stagione di Mo ha un punteggio pari al 100% e la seconda pari al 95% su Rotten Tomatoes.
La serie ha ricevuto il plauso della critica per essere stata una delle prime grandi serie televisive americane a ritrarre la vita di un rifugiato palestinese-americano e a mettere in luce la crescente diversità etnica della città di Houston.